# Vale de Mendiz
Vale de Mendiz ist ein Ort und eine ehemalige Gemeinde (Freguesia) im portugiesischen Kreis Alijó. In der Gemeinde lebten 248 Einwohner (Stand 30. Juni 2011).
Am 29. September 2013 wurden die Gemeinden Vale de Mendiz, Vilarinho de Cotas und Casal de Loivos zur neuen Gemeinde União das Freguesias de Vale de Mendiz, Casal de Loivos e Vilarinho de Cotas zusammengefasst. Vale de Mendiz ist Sitz dieser neu gebildeten Gemeinde.